# Hulten
Hulten est un village situé dans la commune néerlandaise de Gilze en Rijen, dans la province du Brabant-Septentrional. Le 1er janvier 2013, le village comptait 323 habitants.